# جون بيرن كوك
جون بيرن كوك (بالإنجليزية: John Byrne Cooke)‏ (5 أكتوبر 1940، نيويورك في الولايات المتحدة - 3 سبتمبر 2017، جاكسون في الولايات المتحدة)؛ روائي أمريكي. درس في جامعة هارفارد.

## روابط خارجية
- جون بيرن كوك على موقع IMDb (الإنجليزية)
- جون بيرن كوك على موقع ميوزك برينز (الإنجليزية)